# ダン・ヘネシー
ダン・ヘネシー（Dan Hennessey、1942年9月11日 - 2024年11月13日）は、カナダの俳優・声優。

## 経歴・人物
2024年11月13日、自宅でパーキンソン病の合併症により睡眠中に死去。82歳没。

## 出演

### アニメ映画
- ロックン・ルール - ディジー
- ケアベア映画シリーズ - ブレイブ・ハート・ライオン

### テレビアニメ
- ガジェット警部 (Inspector Gadget) - クインビー署長
- ケアベア (Care Bears) - ブレイブ・ハート・ライオン、グッド・ラック・ベア
- ダイノソーサーズ (Dinosaucers) - チンギス・レックス、プレージオ
- マイペットモンスター (My Pet Monster)
- ババル (Babar) - トリュフ
- ドッグ・シティ (Dog City) - バロン・フォン・ロットワイラー
- マジック・スクール・バス (Magic School Bus)
- ネッズニュート (Ned's Newt)
- サム&マックスの冒険 フリーランスポリス (The Adventures of Sam & Max: Freelance Police) - コミッショナー
- アルフ（アニメ） (Alf: The Animated Series)
- モンスター・フォース (Monster Force)
- ブレイジング・ドラゴンズ (Blazing Dragons) - サー・ホット・ブレス/悪の騎士3
- ローリー・ポーリー・オーリー (Rolie Polie Olie)
- ドキドキ・ストーリーズ (Freaky Stories)
- アンジェラ・アナコンダ (Angela Anaconda)
- ブレースフェイス (Braceface)
- スーパーワイ！ (Super Why!)

### ゲーム
- X-MEN Children of The Atom - センチネル
- MARVEL VS. CAPCOM 2 NEW AGE OF HEROES - センチネル

### 吹き替え（英語吹き替え版）

#### アニメ
- メダロット（日本アニメ）
- 爆転シュート ベイブレード（日本アニメ）
- 魔豆奇伝パンダリアン （日本アニメ）
- ドンキーコング (Donkey Kong Country) - グリーン・クロコ （ノンクレジット）（フランス/カナダアニメ）
- トータリー・スパイズ! (Totally Spies!) （英語吹き替え版）（フランスアニメ）
- スーパーマリオワールド（ロイ）（アメリカアニメ）